# Fagocyba douglasi
Fagocyba douglasi är en insektsart som först beskrevs av Edwards 1878.  Fagocyba douglasi ingår i släktet Fagocyba och familjen dvärgstritar. Inga underarter finns listade i Catalogue of Life.